# Holoplatys apressus
Holoplatys apressus là một loài nhện trong họ Salticidae.
Loài này thuộc chi Holoplatys. Holoplatys apressus được Powell miêu tả năm 1873.